# Lijst van gemeentelijke monumenten in Eemnes
De gemeente Eemnes kent 30 gemeentelijke monumenten, hieronder een overzicht.
| Object | Bouwjaar | Architect                     | Locatie                   | Coördinaten                   | Nr.           | Afbeelding                                                  |
| --- | -------- | ----------------------------- | ------------------------- | ----------------------------- | ------------- | ----------------------------------------------------------- |
| Voormalig theehuis De Heidebloem                                                                             | 1934     | Dullaert                      | Goyergracht-Zuid 51       | 52° 13' 31" NB, 5° 13' 24" OL | 0317/wikinr1  | Voormalig theehuis De Heidebloem                            |
| Kerkstraat 18                                                                                                | ±1775    |                               | Kerkstraat 18             | 52° 15' 9" NB, 5° 15' 52" OL  | 0317/wikinr2  | Kerkstraat 18                                               |
| Kerkstraat 22-24; Dubbele arbeiderswoning                                                                    | ± 1800   |                               | Kerkstraat 22 - 24        | 52° 15' 8" NB, 5° 15' 52" OL  | 0317/wikinr3  | Kerkstraat 22-24; Dubbele arbeiderswoning                   |
| Voormalig sluiswachtershuis Eemnes; Langhuis boerderij                                                       | ± 1825   |                               | Korte Maatsweg 3          | 52° 14' 59" NB, 5° 18' 12" OL | 0317/wikinr4  | Voormalig sluiswachtershuis Eemnes; Langhuis boerderij      |
| Laarderweg 23; Diep woonhuis                                                                                 | 1904     |                               | Laarderweg 23             | 52° 15' 10" NB, 5° 15' 43" OL | 0317/wikinr6  | Laarderweg 23; Diep woonhuis                                |
| Laarderweg 25; Diep woonhuis                                                                                 | 1904     |                               | Laarderweg 25             | 52° 15' 10" NB, 5° 15' 42" OL | 0317/wikinr7  | Laarderweg 25; Diep woonhuis                                |
| Laarderweg 27; Diep woonhuis                                                                                 | 1904     |                               | Laarderweg 27             | 52° 15' 11" NB, 5° 15' 41" OL | 0317/wikinr8  | Laarderweg 27; Diep woonhuis                                |
| Laarderweg 29; Diep dubbel woonhuis                                                                          | 1904     |                               | Laarderweg 29a - 31       | 52° 15' 11" NB, 5° 15' 39" OL | 0317/wikinr9  | Laarderweg 29; Diep dubbel woonhuis                         |
| Meentweg 49; Langhuis boerderij                                                                              | 18e eeuw |                               | Meentweg 49               | 52° 15' 28" NB, 5° 16' 6" OL  | 0317/wikinr10 | Meentweg 49; Langhuis boerderij                             |
| Meentweg 79; Langhuis boerderij                                                                              | ± 1825   |                               | Meentweg 79               | 52° 15' 52" NB, 5° 16' 18" OL | 0317/wikinr11 | Meentweg 79; Langhuis boerderij                             |
| Molenweg 8; Vrijstand diep woonhuis                                                                          | 1886     |                               | Molenweg 8                | 52° 15' 8" NB, 5° 15' 22" OL  | 0317/wikinr12 | Molenweg 8; Vrijstand diep woonhuis                         |
| Oud-Eemnesserweg 13; Woonhuis met garage                                                                     | 1933     |                               | Oud Eemnesserweg 13       | 52° 13' 38" NB, 5° 14' 40" OL | 0317/wikinr13 | Oud-Eemnesserweg 13; Woonhuis met garage                    |
| De Lindeboom; Villa                                                                                          |          | P.C. van Uchelen              | Wakkerendijk 7            | 52° 15' 7" NB, 5° 16' 3" OL   | 0317/wikinr15 | De Lindeboom; Villa                                         |
| Wakkerendijk 24-26; Diep woonhuis                                                                            | 1880     |                               | Wakkerendijk 24 - 26      | 52° 15' 3" NB, 5° 15' 59" OL  | 0317/wikinr16 | Wakkerendijk 24-26; Diep woonhuis                           |
| Wakkerendijk 27; Woonhuis                                                                                    | 1885     |                               | Wakkerendijk 27           | 52° 15' 0" NB, 5° 15' 58" OL  | 0317/wikinr17 | Wakkerendijk 27; Woonhuis                                   |
| 't Oude Raadhuys; Herenhuis, gebouwd als woonhuis voor de gemeenteontvanger. Tot 1975 als raadhuis gebruikt. | ca. 1880 |                               | Wakkerendijk 30           | 52° 15' 2" NB, 5° 15' 58" OL  | 0317/wikinr18 | Meer afbeeldingen                                           |
| Wakkerendijk 36; Diep woonhuis                                                                               | ± 1825   |                               | Wakkerendijk 36           | 52° 15' 1" NB, 5° 15' 58" OL  | 0317/wikinr19 | Wakkerendijk 36; Diep woonhuis                              |
| Wakkerendijk 41-47; Dwarshuis; gekoppelde arbeiderswoningen                                                  | 1921     |                               | Wakkerendijk 41 - 45 - 47 | 52° 13' 56" NB, 5° 15' 32" OL | 0317/wikinr20 | Wakkerendijk 41-47; Dwarshuis; gekoppelde arbeiderswoningen |
| Machrisjo; Herenhuis                                                                                         | 1880     |                               | Wakkerendijk 44           | 52° 14' 58" NB, 5° 15' 56" OL | 0317/wikinr21 | Machrisjo; Herenhuis                                        |
| Klooster met Heilig Hartschool                                                                               | 1913     | H. Eggenkamp H. Kroes A. Tepe | Wakkerendijk 62 - 62a     | 52° 14' 54" NB, 5° 15' 51" OL | 0317/wikinr22 | Klooster met Heilig Hartschool                              |
| Ruimzicht; Herenboerderij, voormalig doktershuis                                                             | 1844     | W. Verhagen (timmerman)       | Wakkerendijk 72           | 52° 14' 50" NB, 5° 15' 53" OL | 0317/wikinr23 | Ruimzicht; Herenboerderij, voormalig doktershuis            |
| Wakkerendijk 102; Langhuis boerderij                                                                         | ca. 1825 |                               | Wakkerendijk 102          | 52° 14' 41" NB, 5° 15' 48" OL | 0317/wikinr24 | Wakkerendijk 102; Langhuis boerderij                        |
| Wakkerendijk 112; Langhuis boerderij                                                                         | ± 1820   |                               | Wakkerendijk 112          | 52° 14' 36" NB, 5° 15' 45" OL | 0317/wikinr25 | Wakkerendijk 112; Langhuis boerderij                        |
| Wakkerendijk 114; Langhuis boerderij                                                                         | ± 1800   | H. Eggenkamp                  | Wakkerendijk 114          | 52° 14' 36" NB, 5° 15' 47" OL | 0317/wikinr26 | Wakkerendijk 114; Langhuis boerderij                        |
| Wakkerendijk 120; Langhuis boerderij                                                                         | ± 1825   |                               | Wakkerendijk 120          | 52° 14' 33" NB, 5° 15' 46" OL | 0317/wikinr27 | Meer afbeeldingen                                           |
| Wakkerendijk 260; Langhuis boerderij                                                                         | ca. 1902 |                               | Wakkerendijk 260          | 52° 13' 39" NB, 5° 15' 20" OL | 0317/wikinr28 | Wakkerendijk 260; Langhuis boerderij                        |
| Wakkerendijk 264; Langhuis boerderij                                                                         | ± 1800   |                               | Wakkerendijk 264          | 52° 13' 35" NB, 5° 15' 21" OL | 0317/wikinr29 | Wakkerendijk 264; Langhuis boerderij                        |
| Wakkerendijk 268; Langhuis boerderij                                                                         | 17e eeuw |                               | Wakkerendijk 268          | 52° 13' 32" NB, 5° 15' 18" OL | 0317/wikinr30 | Wakkerendijk 268; Langhuis boerderij                        |